# Altenau (Mühlberg)
 For alternative betydninger, se Altenau. (Se også artikler, som begynder med Altenau)
Altenau er en bydel i Mühlberg ved Elben i den brandenburgske landkreis Elbe-Elster i Tyskland og ligger omkring fire kilometer sydøst for byen.

## Kommuneinddeling
- Altenau
- Boragk
- Wendisch Borschütz